# Metacaligus unguidentatus
Metacaligus unguidentatus is een eenoogkreeftjessoort uit de familie van de Caligidae. De wetenschappelijke naam van de soort is voor het eerst geldig gepubliceerd in 1950 door Rangnekar & Murti.